# 尾藤正英

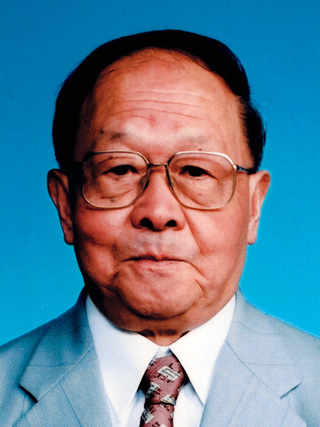
日本学士院より公表された肖像

尾藤 正英（びとう まさひで、1923年9月1日 - 2013年5月4日）は、日本の歴史学者。文学博士（名古屋大学・論文博士・1962年）（学位論文「幕藩体制の政治的原理と朱子学との関係に関する研究」）。東京大学名誉教授。

## 経歴
大阪府大阪市生まれ。幼少期は旧満州（中国東北部）に移住。第三高等学校を経て1943年東京帝国大学文学部国史学科入学するも同年12月に学徒出陣。1945年8月の終戦は第二航空軍（満州）教官。翌年に復員。
1949年、東京大学文学部国史学科卒業。
1958年、名古屋大学文学部講師、1962年1月、名古屋大学文学部助教授。同年4月、東京大学文学部助教授を経て、1970年、東京大学文学部教授。1984年、定年退官し、千葉大学文学部教授。1988年、川村学園女子大学文学部教授（1999年まで）。
専門は日本近世史、特に江戸時代の儒学者の思想研究。1962年に「幕藩体制の政治的原理と朱子学との関係に関する研究」により、文学博士（名古屋大学）の学位を授与される。史学会理事長などを歴任し、2002年に日本学士院会員。
2013年5月4日 心不全のため死去。89歳没。叙正四位。

## 著書
- 『日本封建思想史研究－幕藩体制の原理と朱子学的思惟』青木書店、1961年
- 『大世界史16 閉ざされた日本』文藝春秋、1968年
- 『日本の歴史19 元禄時代』小学館、1975年
- 『江戸時代とはなにか 日本史上の近世と近代』岩波書店、1992年、岩波現代文庫、2006年
- 『日本文化論』放送大学、1993年
- 『日本文化の歴史』岩波新書、2000年
- 『荻生徂徠「政談」』[注 1]講談社学術文庫、2013年。現代語抄訳
- 『日本の国家主義 「国体」思想の形成』岩波書店、2014年。遺著